# Les Experts : Enquêtes mystérieuses
Les Experts : Enquêtes mystérieuses (CSI: Unsolved!) est un jeu vidéo d'aventure développé par Other Ocean Interactive et édité par Ubisoft, sorti en 2010 sur Nintendo DS.

## Accueil
- Adventure Gamers : 3/5[1]